# Eicherscheid (Bad Münstereifel)
Eicherscheid ist ein Stadtteil von Bad Münstereifel im Kreis Euskirchen, Nordrhein-Westfalen.

## Lage
Der Ort wird in Nordsüdrichtung von der Erft durchflossen, an welcher auch die Bad Münstereifeler Ortsteile Schönau, Bad Münstereifel-Mitte, Iversheim, Arloff und Kirspenich liegen. Bei Eicherscheid münden mehrere Bäche in die Erft, unter anderem der Kolvenbach. Südöstlich von Eicherscheid befindet sich das Hochwasserrückhaltebecken Eicherscheid, welches vom Erftverband betrieben wird.

## Geschichte
Eicherscheid wurde erstmals 893 im Prümer Urbar der Abtei Prüm erwähnt. Vermutlich seit dem Ende des 12. Jahrhunderts gehörte Eicherscheid zu Münstereifel. Nachdem Münstereifel um 1300 zur Stadt erhoben wurde, wurden die Einwohner von Eicherscheid als „auswändige Bürger“ bezeichnet. Eicherscheid war schon vor der Neubildung der Stadt Bad Münstereifel am 1. Juli 1969 ein Teil der Stadt.

## Religion

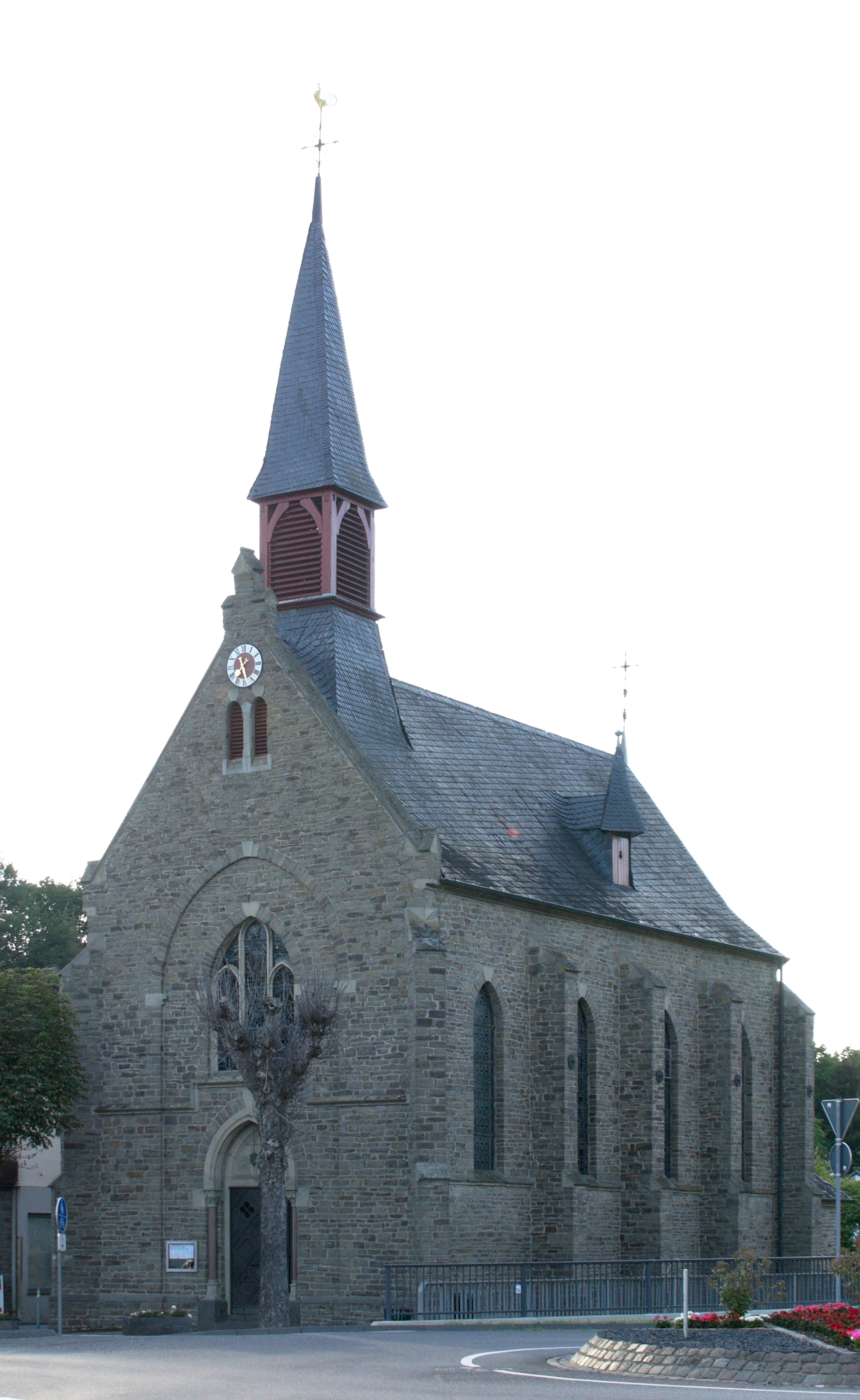
Kirche St. Brigida

Die Eicherscheider Filialkirche St. Brigida gehört zur katholischen Stiftskirche St. Chrysantus und Daria in Bad Münstereifel-Mitte.

## Verkehr
Eicherscheid liegt an den Landesstraßen 194 und 165. Die nächsten Anschlussstellen sind Bad Münstereifel / Mechernich und Blankenheim (Ahr) an der A 1.
Die VRS-Buslinien 819, 822 und 824 der RVK verbinden den Ort mit Bad Münstereifel, weiteren Nachbarorten und mit Blankenheim, überwiegend als TaxiBusPlus im Bedarfsverkehr.
| Linie | Verlauf |
| ----- | --- |
| 819   | MiKE (außer im Schülerverkehr): Bad Münstereifel Bf – Bad Münstereifel Eifelbad – Eicherscheid – Schönau – Mahlberg – Reckerscheid – Willerscheid – Soller – Hummerzheim – Odesheim – Hünkhoven – Rupperath |
| 822   | MiKE (außer im Schülerverkehr): (Bad Münstereifel Gewerbegeb./Ärzteh. →/ Rathaus ←) Bad Münstereifel Bf – Eifelbad – Eicherscheid – Langscheid / Vollmert – Schönau – (Mahlberg ←) Wasserscheide – Esch – Honerath – Berresheim – Hardtbrücke – Ellesheim – Mutscheid – Nitterscheid – Sasserath – Hilterscheid – Ohlerath (– Rupperath / Wershofen) |
| 824   | MiKE (außer im Schülerverkehr): Blankenheim – Mülheim – Tondorf – Buir – Holzmülheim – Frohngau – Roderath – Bouderath – (Witscheiderhof – Bergrath) / Kolvenbach – Hohn – Eicherscheid – Bad Münstereifel Eifelbad – Bad Münstereifel Bf |